# Kłokoczka
Kłokoczka (Staphylea L.) – rodzaj roślin należący do rodziny kłokoczkowatych. Obejmuje w zależności od ujęcia od 13 do 24 gatunków. Są to krzewy i małe drzewa występujące w strefie umiarkowanej Eurazji i Ameryki Północnej, sięgające strefy tropikalnej na Półwyspie Indochińskim i w północno-zachodniej części Ameryki Południowej. W Polsce rośnie dziko jeden gatunek – kłokoczka południowa S. pinnata. Kokoczki rosną w różnych formacjach leśnych, często na obszarach górskich. Kwiaty zapylane są przez pszczoły.
Niektóre gatunki wykorzystywane są jako źródło drewna, niektóre są uprawiane jako rośliny ozdobne. Ich walorem ozdobnym są białe lub różowe (u odmian S. holocarpa) kwiaty i oryginalne, pęcherzykowato rozdęte owoce. Najczęściej uprawiana jest kłokoczka południowa S. pinnata oraz Staphylea colchica.

## Morfologia

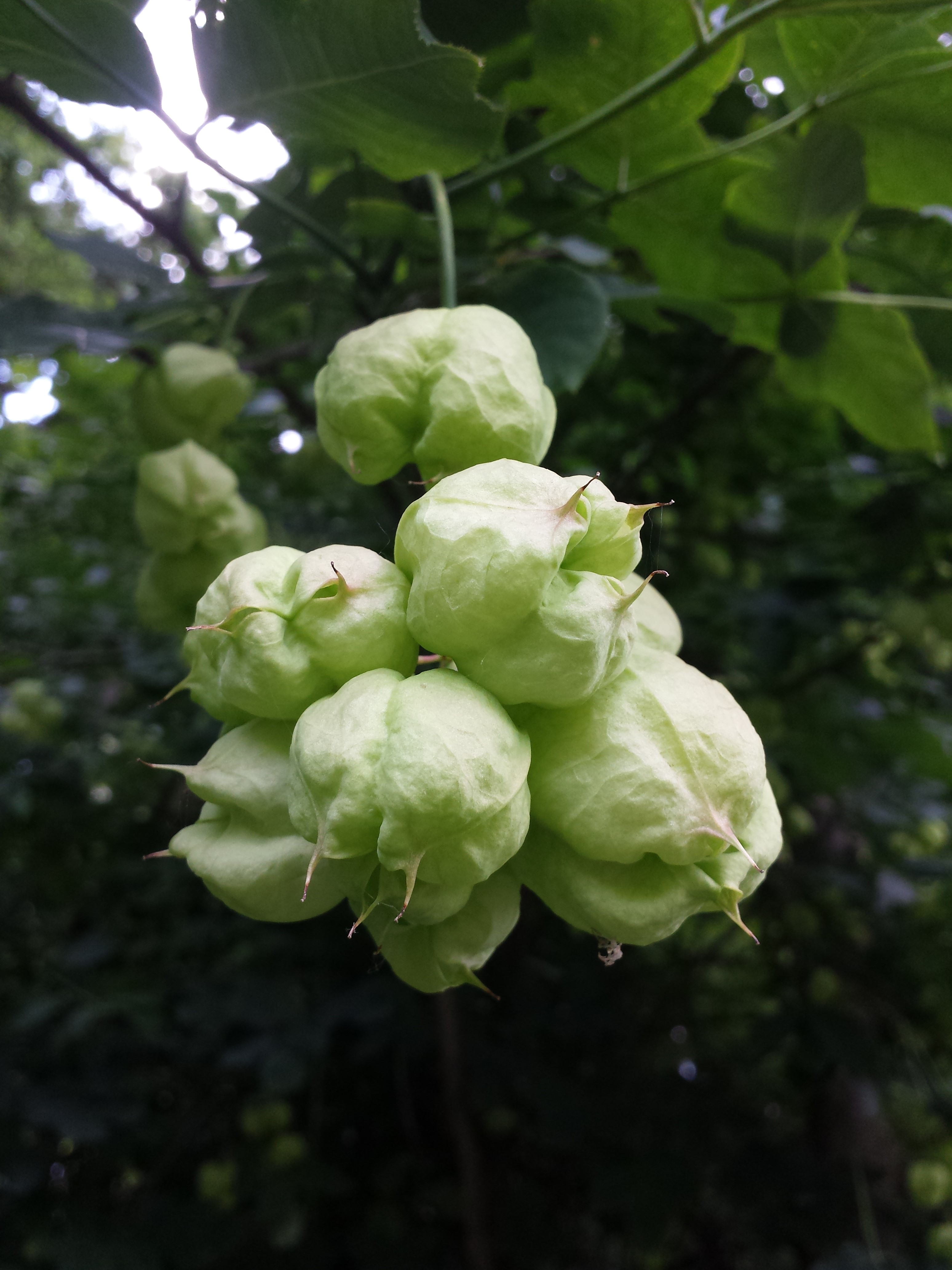
Owoce kłokoczki południowej

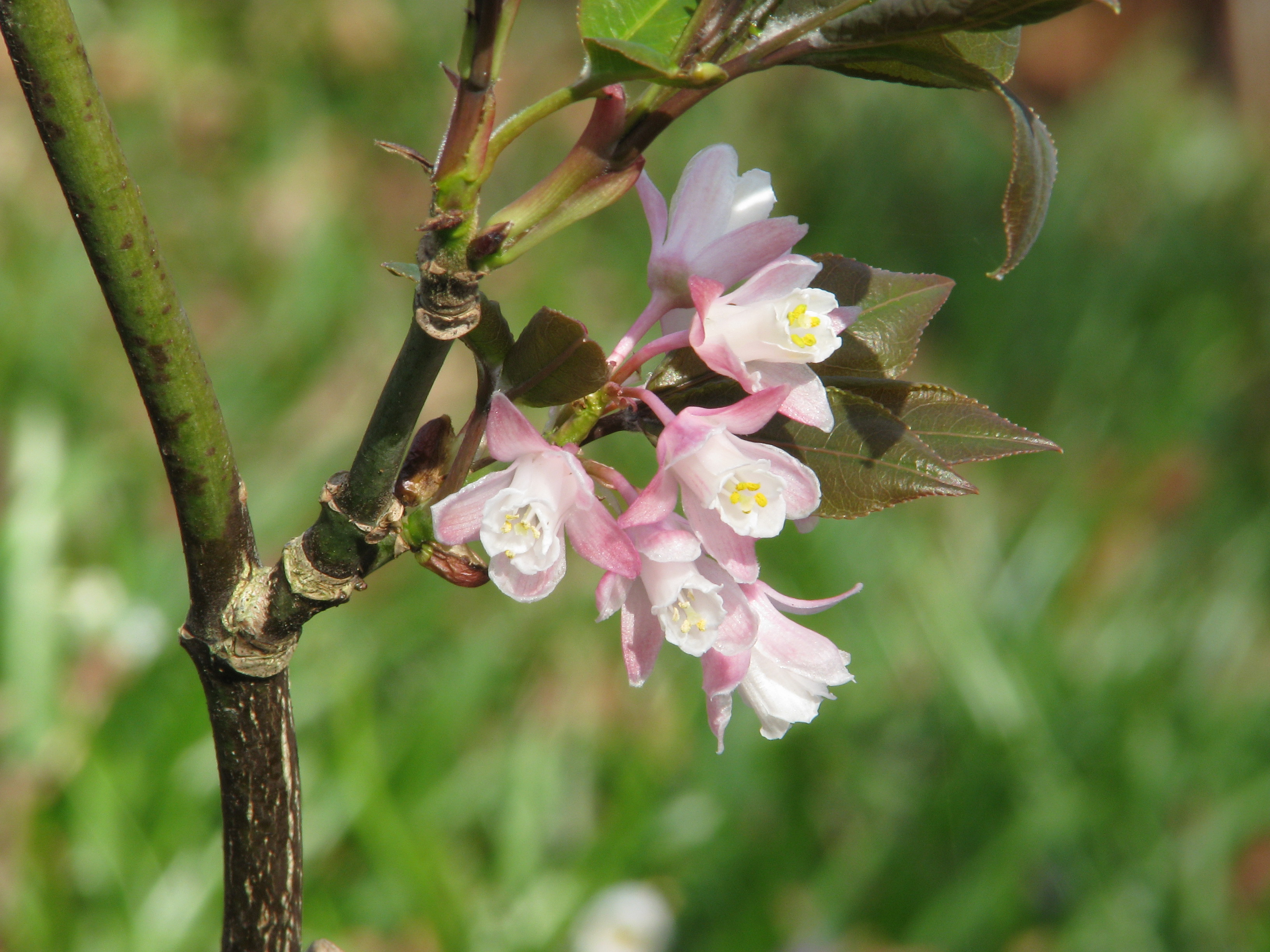
Staphylea holocarpa

PokrójKrzewy, rzadziej małe drzewa osiągające do 10 m wysokości.
LiścieNaprzeciwległe, wsparte odpadającymi przylistkami, nieparzysto–pierzaste złożone z 3–7 listków. Szczytowy listek z reguły na długim ogonku, podczas gdy boczne są siedzące lub krótkoogonkowe. Listki zwykle są eliptyczne, nagie lub miękko i krótko owłosione, piłkowane, zwykle drobno.
KwiatyObupłciowe, zebrane w wiechy i grona szczytowe, z reguły zwisające. Działek kielicha i płatków korony jest po 5 i są one podobnej wielkości lub płatki są nieco dłuższe. Mają one barwę białą, rzadziej żółtawą lub różową. Płatki są wolne, ale stulone w rurkę. Pręcików jest 5, osadzonych u nasady płatków, ich nitki są nagie lub słabo owłosione. Dysk miodnikowy jest słabo rozwinięty. Zalążnia jest górna, dwu- lub trójkomorowa, z dwiema lub trzema szyjkami słupka, rozdzielonymi lub złączonymi, zakończonymi główkowatym znamieniem.
OwoceRozdęte, o pergaminowych ściankach torebki z lśniącymi żółtymi lub brązowymi nasionami.

## Systematyka
Pozycja systematyczna
W szerokim ujęciu jeden z dwóch (obok Dalrympelea) rodzajów tworzących rodzinę kłokoczkowate Staphyleaceae. W wąskim ujęciu bywają wyodrębniane osobne rodzaje Euscaphis i Turpinia.
Wykaz gatunków
- Staphylea affinis (Merr. & L.M.Perry) Byng & Christenh.
- Staphylea arguta (Seem.) Byng & Christenh.
- Staphylea bolanderi A.Gray
- Staphylea bumalda DC.
- Staphylea campanulata J.Wen
- Staphylea cochinchinensis (Lour.) Byng & Christenh.
- Staphylea colchica Steven
- Staphylea emodi Wall. ex Brandis
- Staphylea formosana (Nakai) Byng & Christenh.
- Staphylea forrestii Balf.f.
- Staphylea holocarpa Hemsl.
- Staphylea indochinensis (Merr.) Byng & Christenh.
- Staphylea insignis (Tul.) Byng & Christenh.
- Staphylea japonica (Thunb.) Mabb.
- Staphylea macrosperma (C.C.Huang) Byng & Christenh.
- Staphylea megaphylla (Tul.) Byng & Christenh.
- Staphylea pinnata L. – kłokoczka południowa
- Staphylea pringlei S.Watson
- Staphylea shweliensis W.W.Sm.
- Staphylea subsessilifolia (C.Y.Wu) Byng & Christenh.
- Staphylea ternata (Nakai) Byng & Christenh.
- Staphylea tricornuta (Lundell) Byng & Christenh.
- Staphylea trifolia L. – kłokoczka trójlistna
- Staphylea yuanjiangensis K.M.Feng & T.Z.Hsu